# Estratón II
Estratón II "Soter" (griego Antiguo: Στράτων B΄ ὁ Σωτήρ, Strátōn B΄ ho Sotḗr; el epíteto significa Salvador) fue un rey indogriego. Gobernó c. 25 a. C. a 10 d. C. según Bopearachchi. R. C. Sénior sugiere que su reinado acabó quizás una década antes.

## Gobierno
Estratón II gobernó en el Punyab oriental, probablemente reteniendo la capital de Sagala (moderno Sialkot, Pakistán), o posiblemente la ciudad de Bucefalia (Plutarco, p. 48 n. 5).
Su territorio fue invadido por Rajuvula, rey indoescita de Mathura, y se convirtió en el último de los reyes indogriegos, junto con su hijo Estratón III Soter Philopator (el padre-amoroso), que fue incluido como corregente en algunas de sus monedas y también emitió monedas propias.
Unas cuantas monedas de plata con un retrato diferente y la inscripción Strato Soter Dikaios ("el justo") también puede pertenecer a Estratón III como monarca, o a un cuarto rey llamado Estratón.[n 1]
Se cree que, igual que su antecesor Estratón I, los últimos reyes homónimos pertenecían a la dinastía de Menandro I, quien también utilizó el epíteto Soter y el símbolo de Palas Atenea.

## Monedas de Estratón II, III y Estratón Dikaios

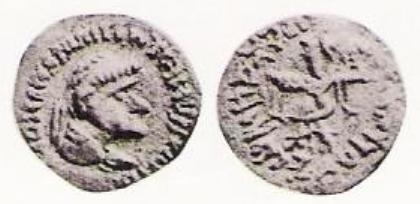
Moneda de Estratón II y Estratón III:
Anverso: Busto probable de Estratón II. Leyenda griega posible: BASILEOS SOTEROS STRATONOS KAI PHILOPATOROS STRATONOS «De los Reyes Estratón Soter y Estratón Filopator».
Reverso: Atenea blande un rayo. Leyenda Karosti: MAHARAJASA TRATARASA STRATASA, POTRASA CASA PRIYAPITA STRATASA «Rey Estratón Soter, y su nieto Estratón Filopator».

La cronología del último reino indogriego ha sido establecida por Bopearachchi y otros eruditos, basándose exclusivamente en los datos numismáticos. Las monedas se deterioran continuamente, y las monedas de Estratón, de calidad degradada y estilo basto, contrastan vivamente con las de los reyes anteriores, algunas de las cuales se cuentan entre las más bonitas de la antigüedad.
La decadencia se debió a la presión creciente de los nómadas indoescitas, así como su largo aislamiento del resto del mundo helenístico. Los subsiguientes gobernantes indoescitas, como Bhadayasa, diseñaron sus monedas en imitación directa de las de Estratón II.
Estratón II, III y Estratón Dikaios acuñaron dracmas de plata degradada, en los que aparece Atenea en el reverso. Estratón II aparece como un hombre viejo con la mandíbula hundida en algunas de sus monedas, lo cual no es sorprendente, dado que su nieto compartía el poder con él. Estratón II también emitió bronces, e incluso monedas de plomo del tipo común Apolo/trípode. En algunos dracmas de plata de Estratón II, la letra sigma está escrita como C, un rasgo habitual en las últimas monedas del este helenístico.